# Lego 2K Drive
Lego 2K Drive ist ein Open-World-Rennspiel von 2K Games. Das Lego-Computerspiel wurde von Visual Concepts entwickelt und am 19. Mai 2023 für Windows, PlayStation 4, PlayStation 5, Xbox One, Xbox Series und Nintendo Switch veröffentlicht.

## Spielprinzip
Bei Lego 2K Drive handelt es sich um ein Rennspiel mit vier frei befahrbaren Spielwelten. Fahrzeuge können in einem Baumenü selbst konstruiert werden. Neben dem Einzelspiel gibt es auch einen Online-Multiplayer sowie die Möglichkeit alle Spielmodi auch lokal im Splitscreen-Koop zu spielen. Bei Kollisionen fallen Teile der Fahrzeuge ab, bis nur noch der Boden samt Räder vorhanden ist, bevor das Fahrzeug komplett explodiert. Auf der Rennstrecke können Items eingesammelt werden, die einem Vorteile bringen oder Konkurrenten ausschalten können. Ziel der Kampagne ist es den Antagonisten Shadow Z zu besiegen und den Sky Cup zu gewinnen. Das Spiel weist eine sogenannte „Gummiband-KI“ auf.

## Entwicklung
Bereits 1999 gab es für PlayStation, PC und Nintendo 64 mit Lego Racers einen Fun-Racer von Lego. Im Rahmen der GDC 2023 kündigte 2K Games im März 2023 das Open-World-Rennspiel Lego 2K Drive an. Für das vom kalifornischen Entwicklerstudio Visual Concepts entwickelte Spiel wurde der 19. Mai 2023 als Veröffentlichungsdatum genannt. Der Entwickler hatte zuvor bereits die NBA-2K-Reihe und WWE 2K entwickelt.

## Rezeption
Das Spiel erhielt gemischte Wertungen. Kritisiert wurden vor allem Echtgeldtransaktionen im In-Game-Shop des Spiels. Dies sei insbesondere in Anbetracht des Vollpreises und der jungen Zielgruppe fragwürdig. Sowohl 4Players als auch GamePro stellten große Ähnlichkeit mit der Forza-Horizon-Reihe fest. GamePro erkannte neben Forza Horizon auch Anleihen aus Mario Kart. Die für Lego-Spiele typischen Witze richten sich laut 4Players vor allem an ein jüngeres Publikum. Insgesamt sei das Spiel aber trotz wenig spannender Handlung und Rubberband-KI ein unterhaltsames Open-World-Rennspiel.

„Unterhaltsamer Open-World-Kart-Racer, der mit chaotischen Rennen glänzt, aber von Mikrotransaktionen ausgebremst wird.“

Die Spielzeit der Kampagne beträgt laut 4Players 7 bis 9 Stunden und laut GamePro gut 10 Stunden.